# Provincia de Teruel
Teruel es una provincia española de la comunidad autónoma de Aragón, con capital en la ciudad homónima de Teruel. Se encuentra mayoritariamente en el área meridional del sistema Ibérico, aunque una parte del noreste provincial, en el llamado Bajo Aragón, pertenece ya al valle del río Ebro. Su superficie es de 14 809 km² y su población asciende a 135 309 habitantes (INE 2024), de los cuales una cuarta parte viven en la capital. Ello supone una densidad de población de 9,14 hab./km², una de las más bajas de España. En cuanto al PIB per cápita, alcanzó la posición 19.ª en el año 2022, de entre las cincuenta provincias españolas. 
Comprende actualmente 236 municipios, la mayoría de ellos de escasa población: 218 municipios tienen menos de mil habitantes. Los municipios más importantes, además de la capital, son Alcañiz, Andorra, Calamocha, Calanda y Utrillas. 
Teruel es la provincia más afectada por la despoblación. Su geografía irregular y su clima dan como resultado un suelo de escasos rendimientos agrícolas. Tradicionalmente agraria y minera, la reconversión económica e industrial la han afectado gravemente. A pesar de todo, la producción de energía es aún la principal y casi única industria presente en la provincia. 
En la provincia, caracterizada por su relieve y paisaje pintoresco de montaña mediterránea, además de la agricultura y la minería, de especial importancia en el pasado, el turismo, la producción de energía y una incipiente industria son los puntales económicos. Entre los productos típicos de la zona se encuentran el jamón de Teruel, el ternasco de Aragón, el aceite del Bajo Aragón, el melocotón de Calanda y la trufa negra de Sarrión.

## Toponimia y símbolos
Como en la mayor parte de las provincias españolas, la de Teruel toma el nombre de su capital, la ciudad de Teruel. 
El escudo y la bandera de la provincia de Teruel son sus símbolos oficiales. La bandera está compuesta por un fondo blanco con una cruz griega roja, sobre la que se encuentra el escudo de la provincia. En el escudo, adoptado en 1957, se observan cuatro cuarteles que simbolizan a Aragón, la ciudad de Teruel (representado por un toro y una estrella), Albarracín (representado por Santa María) y Alcañiz (simbolizado por un castillo y dos cañas), mientras que en el centro se encuentra en escudo de gules san Jorge a caballo sobre un dragón. El escudo está timbrado por una corona aragonesa, mientras que tiene como soporte una palma y una hoja de laurel.

## Geografía
La provincia de Teruel se localiza en la parte oriental de la península ibérica, en la comunidad autónoma de Aragón. Limita por el norte con la provincia de Zaragoza, unida a esta por el sistema Ibérico y el valle del Ebro. Por el oeste, son los Montes Universales y la sierra Menera (sistema Ibérico), quienes ejercen de frontera con Castilla-La Mancha (provincias de Cuenca y Guadalajara). Al sur y este limita con la Comunidad Valenciana (provincias de Valencia y Castellón respectivamente), por donde se prolonga el sistema Ibérico hasta el mar Mediterráneo. Al noreste, limita con Cataluña y la provincia de Tarragona, donde los Puertos de Beceite sirven de nexo de unión entre el sistema Ibérico y la Cordillera Costero-Catalana.
| Noroeste: Provincia de Zaragoza y Provincia de Guadalajara | Norte: Provincia de Zaragoza                     | Nordeste: Provincia de Zaragoza y Provincia de Tarragona |
| Oeste: Provincia de Guadalajara                            |                                                  | Este: Provincia de Castellón                             |
| Suroeste: Provincia de Cuenca                              | Sur: Provincia de Valencia y Provincia de Cuenca | Sureste: Provincia de Castellón                          |

### Relieve

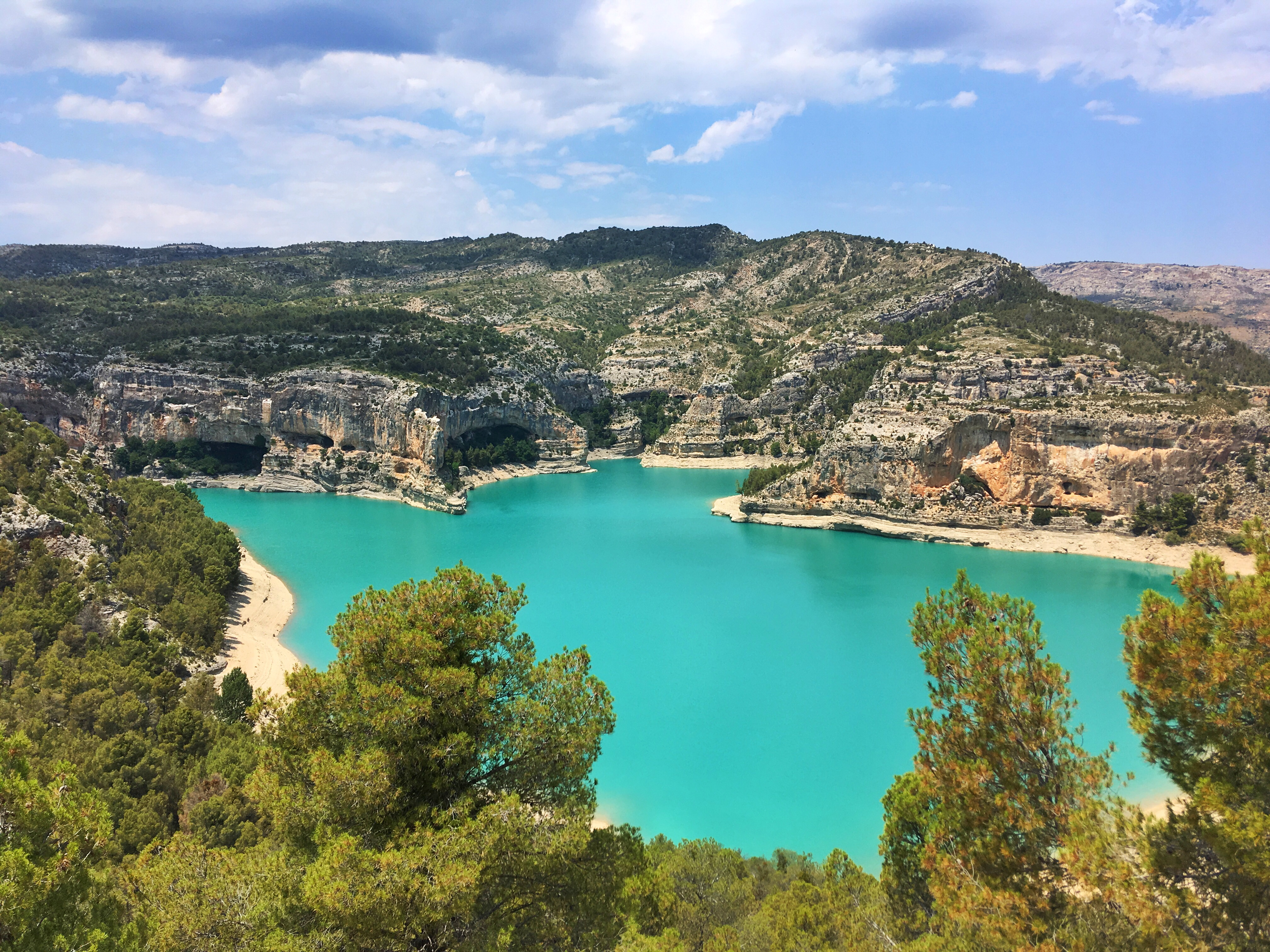
Embalse de Santolea, en el noreste de la provincia

El relieve turolense está, en gran parte, determinado por el sistema Ibérico. El principal eje vertebrador de la provincia es la depresión interibérica, que enlaza topográficamente los valles del río Jiloca con los del Guadalaviar, espacio en el que está ubicada la capital provincial. Fuera de este eje y de los valles del río Guadalope y Martín, el territorio es muy montañoso. En el extremo suroeste se eleva la sierra de Albarracín, que alcanza su mayor altura en el pico Caimodorro con 1921 m de altura. En el sureste se encuentra la sierra de Gúdar, cuya mayor altitud está representada por el pico de Peñarroya (2024 m). En el extremo sur de la provincia, la sierra de Javalambre alcanza los 2020 m de altura.
El territorio de la provincia se extiende, por su límite noreste, desde la Meseta hasta el valle del Ebro, incluyendo una pequeña franja de colinas o Tierra Baja y una serie de ásperas sierras (Cucalón, San Just, Palomera, Peñarroya y Mosqueruela) que aíslan de los altos valles del río Turia, Alfambra y Mijares. La prolongación de la fosa Calatayud-Daroca hasta la ciudad de Teruel escinde en dos sectores las serranías centrales pertenecientes al sistema Ibérico: al suroeste la sierra de Albarracín y al este la compleja sierra de San Just. A partir de la ciudad de Teruel, la fosa se bifurca en dos ramales: uno en dirección sur, recorrido por el río Turia, y otro en dirección sureste, que sigue el curso del alto Mijares. Al norte de este último se sitúan las serranías de Gúdar, las cuales se prolongan hacia la provincia de Castellón por el macizo del Maestrazgo. Envuelto por ambos ramales y en el límite con la provincia de Valencia, surge la sierra de Javalambre.

Mapa físico de la provincia

Las unidades de relieve fundamentales en el territorio de la provincia de Teruel son el macizo de Albarracín, las sierras de Gúdar y Javalambre, la depresión del alto Jiloca, la depresión de Teruel y el somontano del Bajo Aragón.

#### Macizo de Albarracín
Situado en el ángulo sudoccidental de la provincia, tiene una clara identidad geológica con la rama meseteña de la Ibérica, enlazando, imperceptiblemente, con las sierras de Guadalajara. Está conformado por varias sierras separadas entre sí, en las que dominan los materiales paleozoicos que fueron fracturados por el plegamiento alpino y erosionados diferencialmente, apareciendo unas crestas cuarcíticas, junto a valles erosivos excavados sobre las pizarras menos resistentes. 
Las sierras más destacadas son las de Carbonera, Collado de la Plata y la de Tremedal. La altura máxima es el Caimodorro, con 1921 m. Al noreste de ellas se encuentra la sierra de Almohaja y la sierra Menera, con características similares, si bien no forman parte de la misma unidad.
Allí donde los materiales paleozoicos quedaron recubiertos por materiales sedimentarios, han hecho su aparición superficies de erosión a base de pliegues rectos de amplias charnelas y escaso buzamiento como por ejemplo la Muela de San Juan. En la zona de Pozondón, Peracense, Almohaja, etc aparece una superficie de erosión que ha nivelado en un mismo plano anticlinales, sinclinales, y fracturas, dando como resultado extensas llanuras.

#### Macizo de Javalambre
Ubicado en el ángulo suroriental de la provincia, está constituido por la sierra del mismo nombre y la de Camarena. Toda la sierra de Javalambre es un dominio total de sedimentaciones mesoterciarias. Los páramos situados a 1200-1300 metros han rejuvenecido como consecuencia de la acción erosiva fluvial. Su altura más destacada es el pico de Javalambre con 2020 metros.

#### Macizo de Gúdar-Maestrazgo

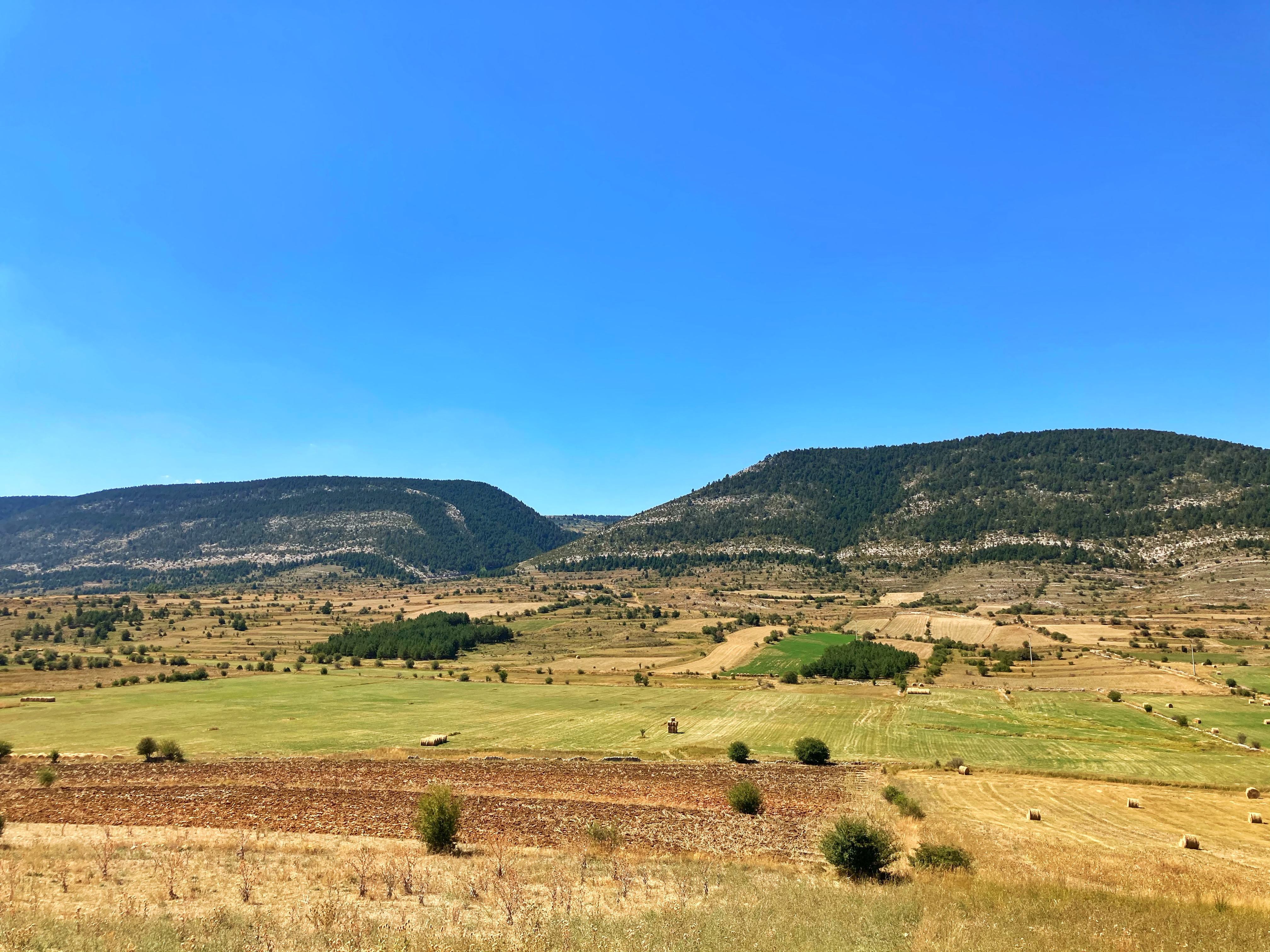
Paisaje cercano a Fortanete

Situado en el extremo sureste de la provincia, queda separado del de Javalambre por la depresión del Mijares. Presenta una litología y morfología similares a las de Javalambre. La superficie de erosión general se sitúa por encima de los 1200 m, habiéndose encajado en ella la red fluvial, que ha conseguido rejuvenecer el relieve. Buen exponente de ello lo tenemos en la muela de Monchen al noreste de Gúdar.
Como estribaciones del macizo, participando parcialmente, de las características anteriores, encontramos la sierra del Pobo, la sierra de San Just y Ejulve, la sierra de Montalbán y otras de menor entidad. En este macizo se halla Valdelinares, municipio español cuyo núcleo de población está situado a mayor altitud sobre el nivel del mar.

#### Sierras del Bajo Aragón
Son un conjunto de pequeñas alineaciones montañosas, entre las que destacan las de La Mata de los Olmos-Gargallo-Molinos-Castellote, Arcos, etc. Entre ellas quedan ubicadas pequeñas depresiones como las de Muniesa, Andorra y Mas de las Matas. La evolución morfológica del área ha venido determinada por la hidrografía de los ríos Martín y Guadalope.

#### Depresión del Jiloca
Tiene una longitud aproximada de 60 km y 14 km de anchura máxima, teniendo su origen en una fosa tectónica fallada, paulatinamente colmada por materiales de alto interés agrícola.

#### Depresión de Teruel

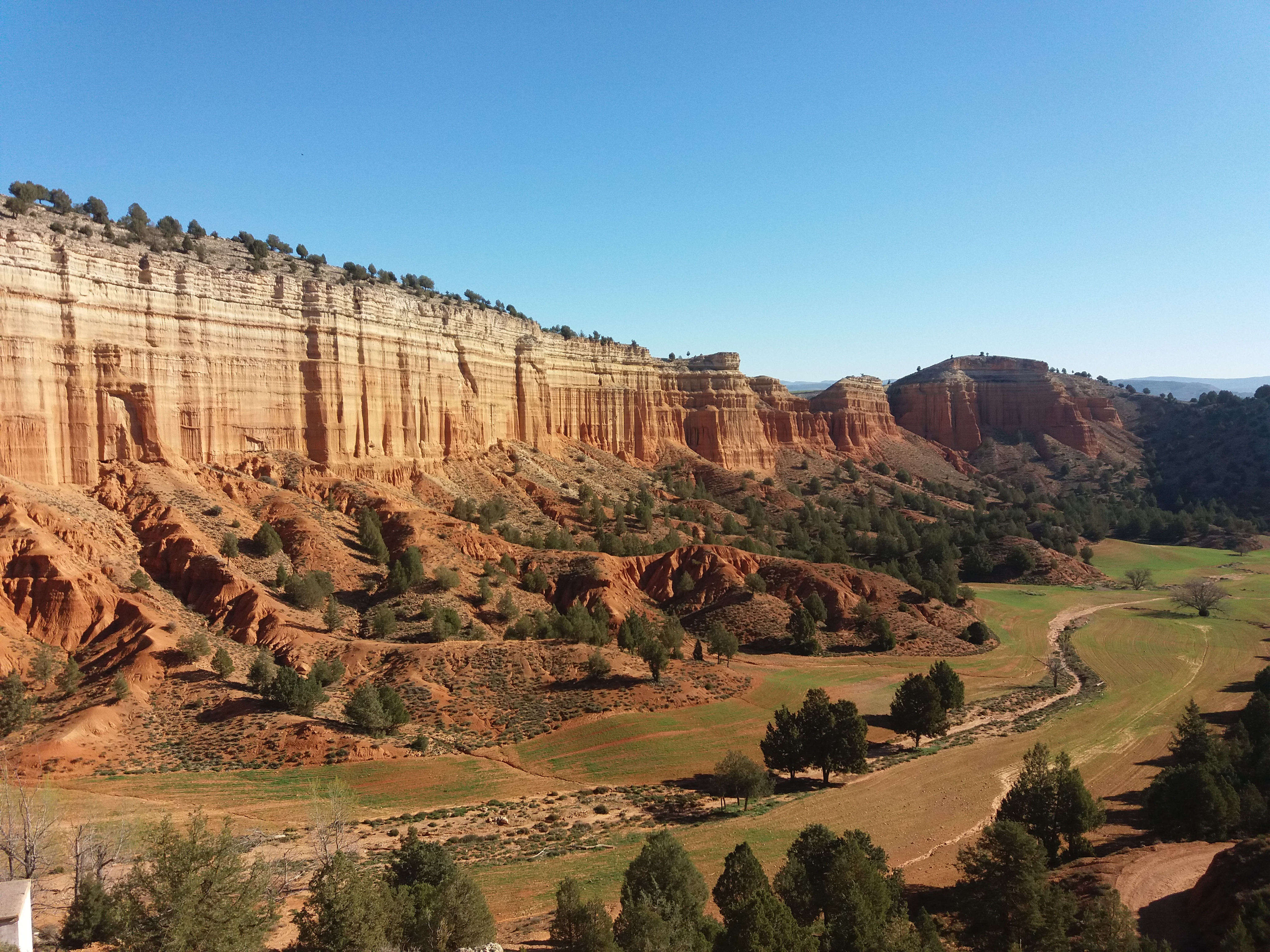
Rambla de Barrachina

Se ubica sobre los valles fluviales del Alfambra, Guadalaviar y Turia, alcanzando una longitud de 70 km entre Perales del Alfambra y Ademuz. En el seno de la depresión surgen pequeñas plataformas estructurales de talud arcilloso o margoso muy abarrancado, cubierto por una cornisa calcárea, de aspecto parecido a las muelas del centro de la depresión del Ebro.

#### Somontano del Bajo Aragón
Es una especie de continuidad del espacio propio de la depresión del Ebro. Litológicamente presenta yesos al norte de la sierra de Arcos y conglomerados al norte de las sierras de Andorra y Calanda. En el extremo oriental provincial aparecen estructuras tabulares en las series de conglomerados y areniscas del borde de cuenca.

### Geología
Desde el punto de vista tectónico y litológico, se distingue un zócalo paleozoico, constituido por una amplia gama de materiales entre los que predominan las pizarras y las cuarcitas, especialmente visible en la sierra de Albarracín, y una cobertura sedimentaria de materiales mesozoicos y terciarios entre los que abundan las calizas y dolomías, visibles en toda la provincia, pero sobre todo, en la sierra de Gúdar y Javalambre. En las depresiones formadas tras la orogenia alpina se han ido acumulando, a lo largo de los últimos coletazos terciarios y toda la era cuaternaria, arcillas, margas rojizas, yesos y calizas.
En general, se trata de relieves de formas pesadas, labrados en materiales calcáreos mesozoicos, ligeramente plegados pero intensamente fracturados y, sobre todo profundamente hendidos por cañones abiertos por la erosión fluvial. En el sector occidental asoman con frecuencia materiales paleozoicos, ricos en minerales, como por ejemplo el mineral de hierro en sierra Menera.

### Hidrografía
La red hidrográfica de la provincia de Teruel se organiza en torno a dos cuencas hidrográficas: la del Ebro y la del Júcar.

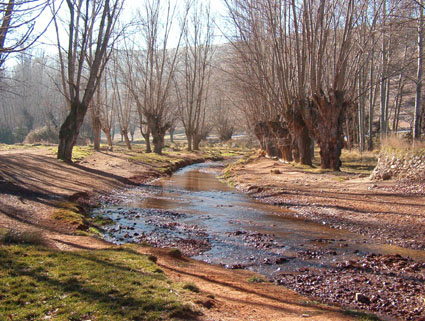
Río Pancrudo, comarca del Jiloca

Los ríos que desembocan en el Ebro son de menor caudal que los que lo hacen en el mismo río desde la zona pirenaica. La causa es la diferente pluviometría de cada una de las cabeceras y la menor cuenca de los propios ríos. Los ríos que vierten sus aguas al Ebro son el Jiloca, que lo hace indirectamente a través del Jalón, el Huerva, el Aguas Vivas, el Martín, el Guadalope, el Matarraña y el Algars. Sus caudales medios absolutos oscilan entre los 7,16 m³/s del Guadalope y los 0,3 del Matarraña, pasando por los 4,76 del Jiloca, los 1,49 del Martín, y los 0,50 del Aguas Vivas. El régimen anual de estos ríos es bastante irregular, dado el pequeño caudal habitual. Es perceptible en ellos la incidencia de las lluvias de carácter mediterráneo y prácticamente inapreciable la incidencia del fenómeno nival. En este sentido son ríos sensibles a los fenómenos tormentosos primaverales y veraniegos y a las lluvias torrenciales otoñales. La irregularidad interanual es acusada.

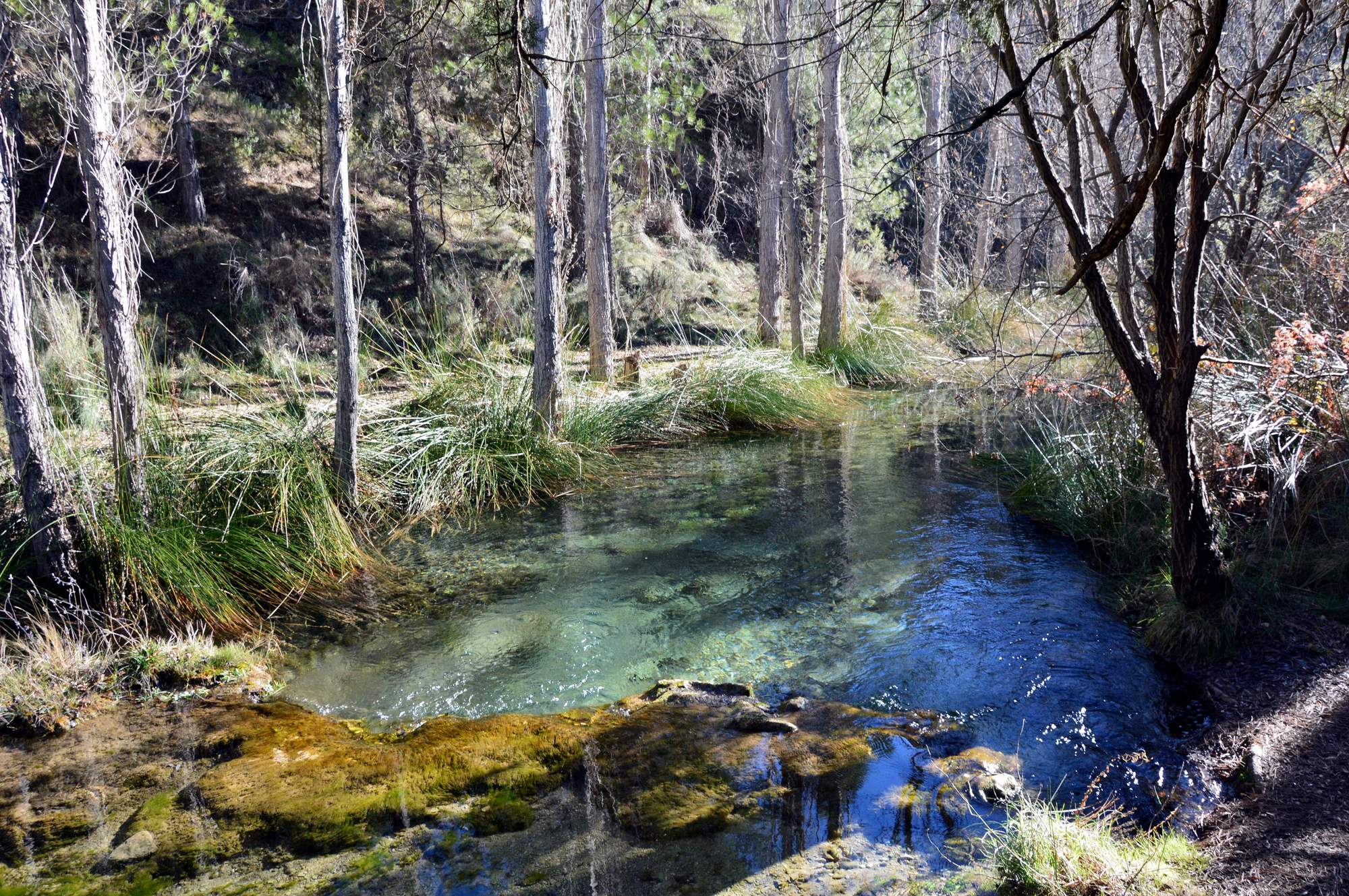
Estrechos del Ebrón

A la cuenca del Júcar se dirigen los ríos Mijares, Guadalaviar, Alfambra, Turia y Ebrón. Su caudal medio absoluto oscila entre los 1,44 m³/s del Alfambra, los 4,72 del Turia y los 2,86 del Mijares a su salida de la provincia, camino de la de Castellón. Son especialmente notables en estos ríos las súbitas crecidas otoñales producidas como consecuencia de fuertes trombas de agua caídas en corto espacio de tiempo.
Junto a los ríos también destacan en la provincia sus lagunas, como la laguna de Gallocanta, junto a las localidades de Bello y Tornos, en el límite con la provincia de Zaragoza; la recién recuperada laguna del Cañizar de Villarquemado, en el Alto Jiloca, y las de La Estanca de Alcañiz y la Salada Grande, próximas a la ciudad de Alcañiz.
El aprovechamiento de los ríos es limitado, dado su pequeño caudal. El aprovechamiento hidroeléctrico es testimonial, debido al escaso caudal y la irregularidad interanual. El agrícola, sin embargo, es intenso, aunque solo se produce en las vegas de los propios ríos, debido a la escasez de obras hidráulicas adecuadas.

### Clima

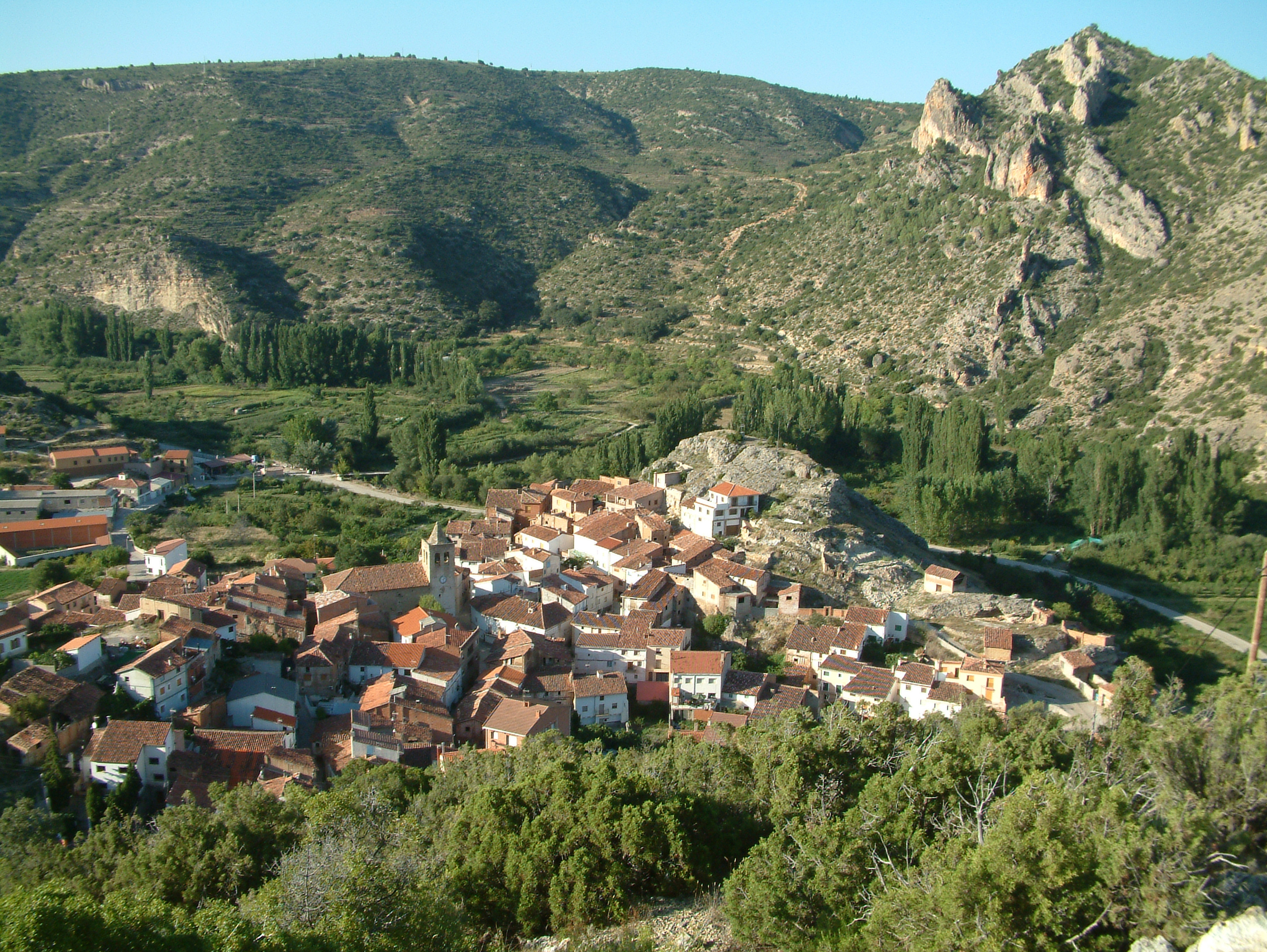
El Cuervo, al sur de la provincia

El relieve turolense, añadido a la altitud y situación de la provincia con respecto a la propia disposición de las cadenas montañosas peninsulares, que la protegen de las influencias marinas, dan lugar a unas peculiares condiciones climáticas. La estrecha dependencia entre el clima y la orografía determina la existencia de climas mediterráneos, de montaña media y de fuerte matiz continental.

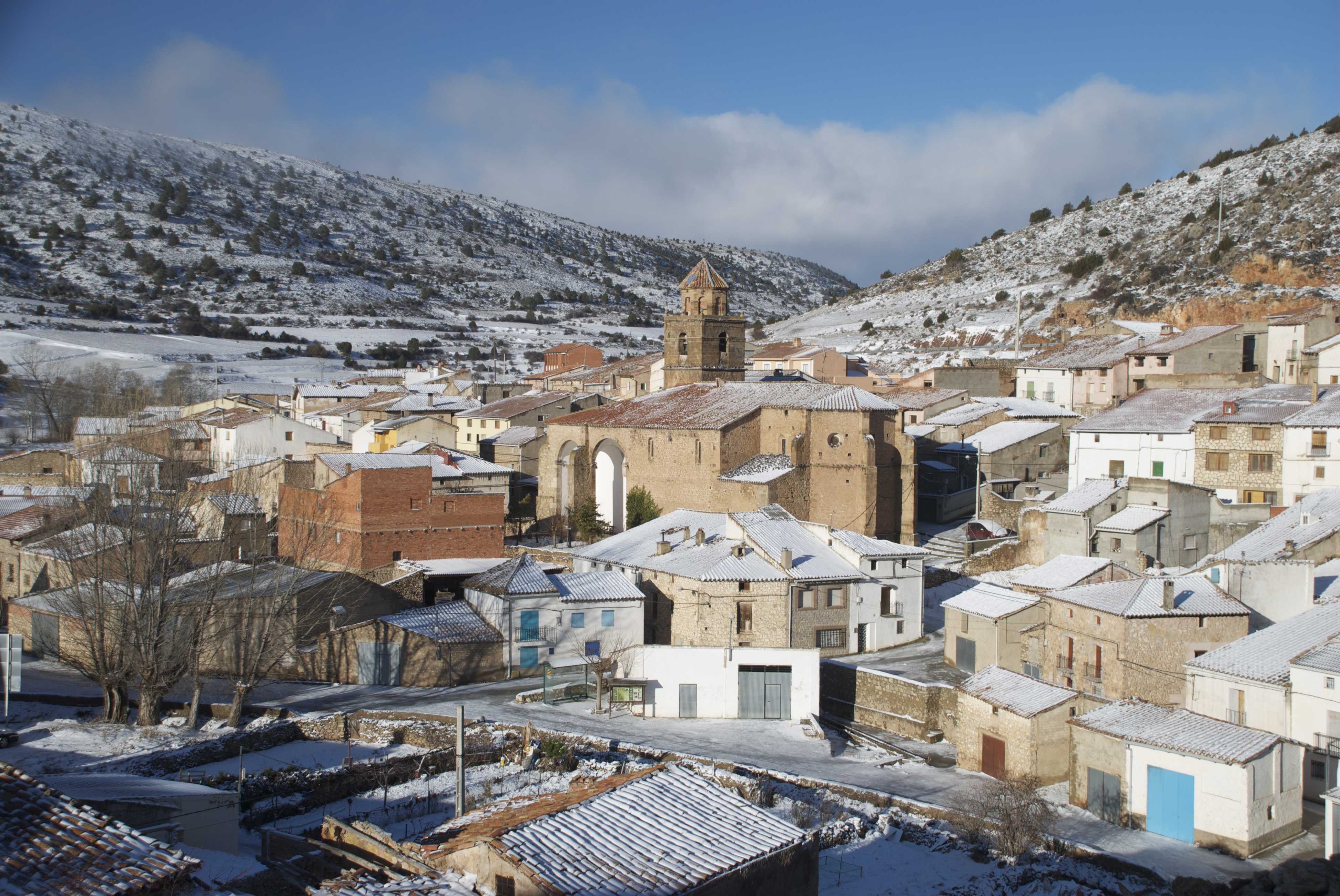
Nevada en Monterde de Albarracín

Las regiones más elevadas se singularizan por registrar precipitaciones de 500-600 mm, que en las áreas mejor orientadas superan los 1000 mm (Gúdar y Albarracín), y temperaturas medias por debajo de los 10 °C, con abundantes nevadas y periodos con posibilidad de helada de hasta ocho meses, situándose las mínimas por debajo de los 15° bajo cero y las mínimas absolutas llegando incluso a -30 °C (Calamocha en diciembre de 1963 registró -30 °C). Los veranos son suaves, con valores medios mensuales entre 17 °C y 20 °C.
Desde el punto de vista agroclimático, reviste especial importancia la fecha de primavera y última helada, que en este sector se localizan muy próximas, reduciéndose de esta manera el periodo vegetativo a los meses que van de junio a septiembre.
En las depresiones internas y en las altiplanicies centrales, el registro pluviométrico oscila en torno a los 500-600 mm, con máximos de precipitación en primavera y otoño y un verano no muy seco a causa de las tormentas típicas de esta época. No obstante, existe un déficit hídrico continuo desde mayo hasta octubre. El mínimo suele darse en invierno como consecuencia del anticiclón térmico, que genera un tipo de tiempo seco y soleado con temperaturas nocturnas bajas, por irradiación e inversión térmica: en el invierno de las depresiones turolenses son habituales el rocío, las heladas y la niebla. La temperatura media anual oscila entre 10 y 13 °C, con valores de 20-25 °C para el mes más cálido y de 0-5 °C para el mes más frío. En algunas épocas del año, la combinación de altura y relativa sequedad puede producir diferencias térmicas de hasta 20 °C en pocas horas.
Hacia el Bajo Aragón las temperaturas se suavizan como consecuencia de la menor altitud, las precipitaciones son inferiores –poco más de 300 mm– y la acción del viento es muy manifiesta.. Destaca sin embargo el entorno de los Puertos de Beceite, en el Matarraña, donde localidades como Beceite -que da nombre a todo el macizo compartido con Tarragona y Castellón- rozan los 700 mm de precipitación anual según la estación de Aemet situada en el propio municipio. No obstante, a partir de los 1000 m de altitud, se superan los 1000 mm de precipitación en el macizo de Beceite.
Datos climatológicos históricos en Teruel capital
- Máxima temperatura histórica: 40,2 °C (10 de agosto de 2012)
- Mínima temperatura histórica: -19,0 °C (26 de diciembre de 2001)

### Flora

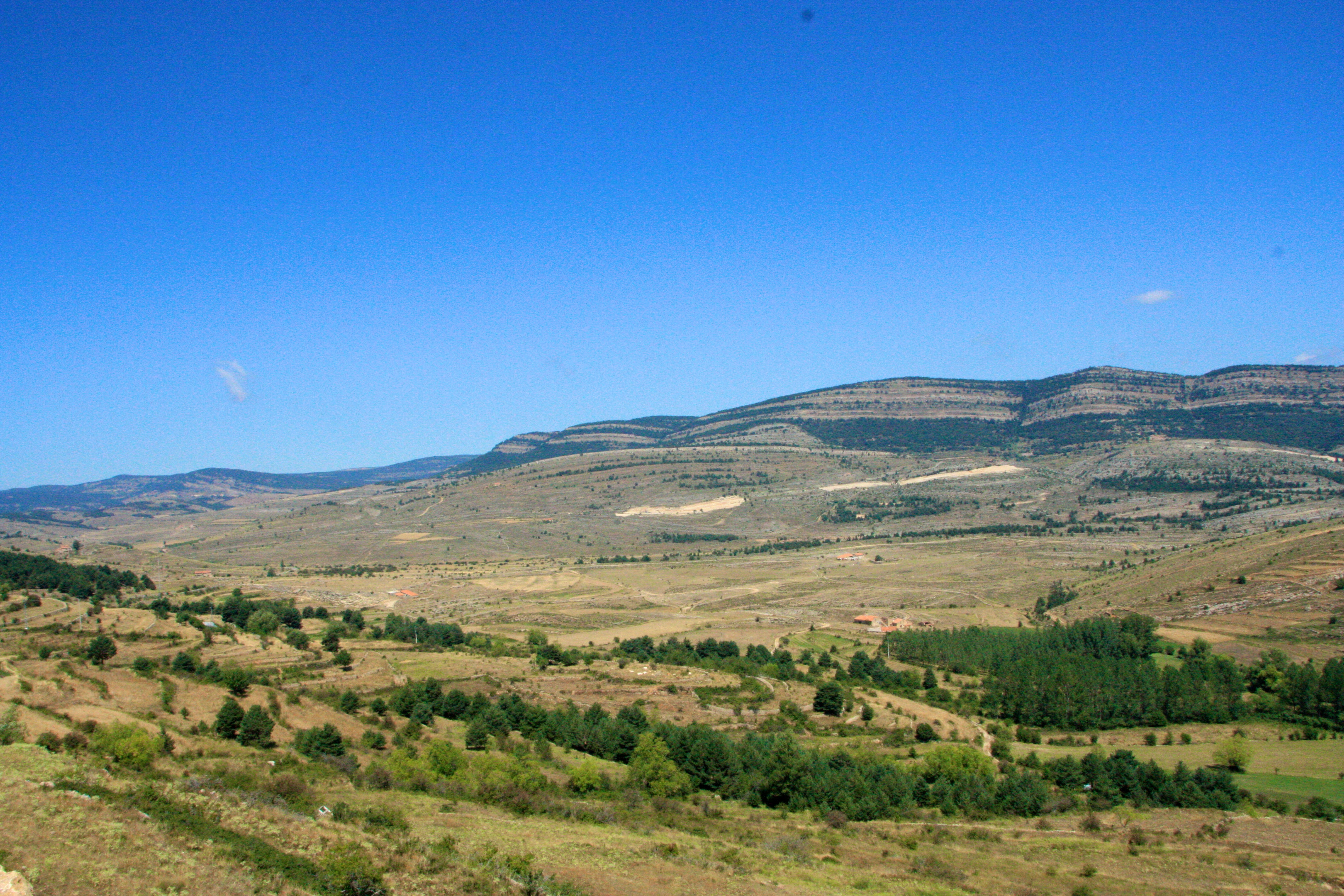
Paisaje en Puertomingalvo

El 26 % de la provincia corresponde a superficie arbolada con especies forestales, entre las que predominan las coníferas, en importante proporción de repoblación. Se localizan sobre suelos profundos y poco lixiviados, constituyendo una importante riqueza potencial para los municipios de las altas sierras. Antiguamente, la superficie arbolada de la provincia era mucho mayor, pero la explotación humana del medio a lo largo de la historia ha provocado su reducción. Por ello, el 60 % de la superficie provincial está actualmente cubierto por un pastizal-matorral resultante, en buena parte, de la degradación de las formaciones boscosas originales. Por su parte, el 30 % de la superficie provincial se identifica con tierra labrada para el cultivo.
La conjunción del clima y del suelo, controlada por la constitución litológica del territorio y por la topografía, es la responsable de la vegetación natural original. La altitud impone una mayor pluviometría y condiciona los extremos térmicos limitantes para el desarrollo de determinadas especies, mientras que la exposición es la causante de los contrastes entre las solanas y umbrías y de los matices microclimáticos en la distribución de precipitaciones.
El dominio climático de Teruel, de montaña media mediterránea continentalizada, proporciona distintas formaciones vegetales que adoptan un dispositivo en pisos bioclimáticos escalonados en altura, si bien la intervención humana: roturaciones, talas para la obtención de pastos, prácticas forestales, ha introducido modificaciones que han empobrecido la vegetación primitiva hasta su casi desaparición en algunas áreas, fundamentalmente en las depresiones o que han favorecido la expansión de nuevas especies –como los pinos– más rentables económicamente, que han desarticulado las asociaciones primitivas.

### Espacios naturales

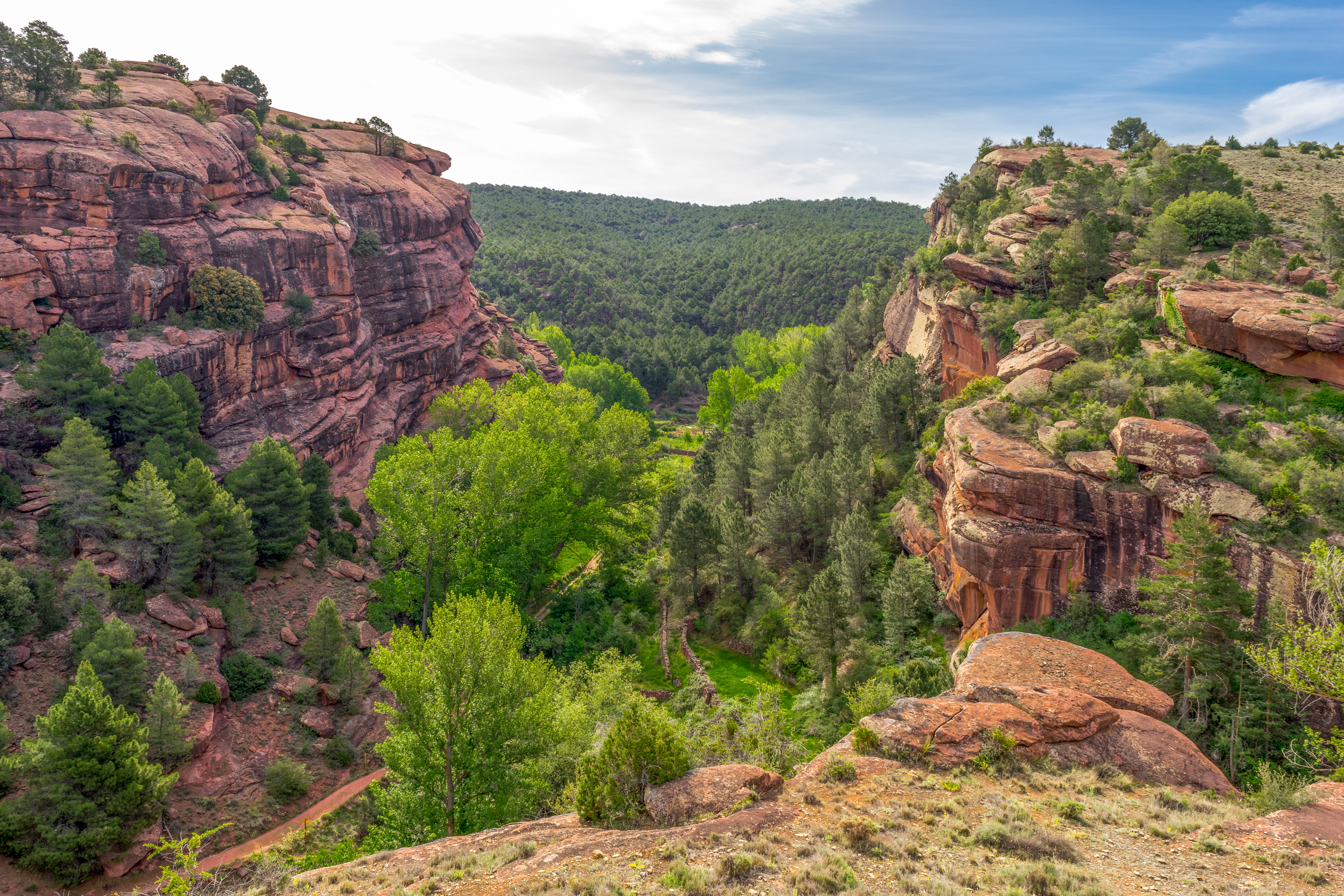
Pinares de Rodeno, en la sierra de Albarracín.

La provincia de Teruel no cuenta con ningún parque nacional o natural entre sus límites, aunque si cuenta con diversos espacios naturales de especial interés. Los espacios naturales protegidos según el Gobierno de Aragón son:
- Reserva natural de la Laguna de Gallocanta: localizada en el extremo noroeste de la provincia, es compartida con la Provincia de Zaragoza. Con una superficie de 1924 hectáreas y otras 4553 de zona periférica de protección, es la mayor laguna natural de la península ibérica y la mayor laguna salada de Europa junto a la de Fuente de Piedra (Málaga).[10]
- Pinares de Rodeno: se trata de un paisaje protegido localizado en la sierra de Albarracín, siendo el primer espacio natural protegido de toda la provincia, declarado en el año 1995.
- La provincia cuenta con cuatro monumentos naturales: el de las Grutas de Cristal de Molinos, del Puente de Fonseca, de los Órganos de Montoro y el monumento natural del nacimiento del río Pitarque.
- Reserva de la Biosfera del Valle del Cabriel: es compartido por las provincias de Teruel, Cuenca, Albacete y Valencia. Localizado en el suroeste de la provincia, comprende los municipios de Albarracín, El Vallecillo, Frías de Albarracín, Jabaloyas y Toril y Masegoso.[11]

## Organización territorial

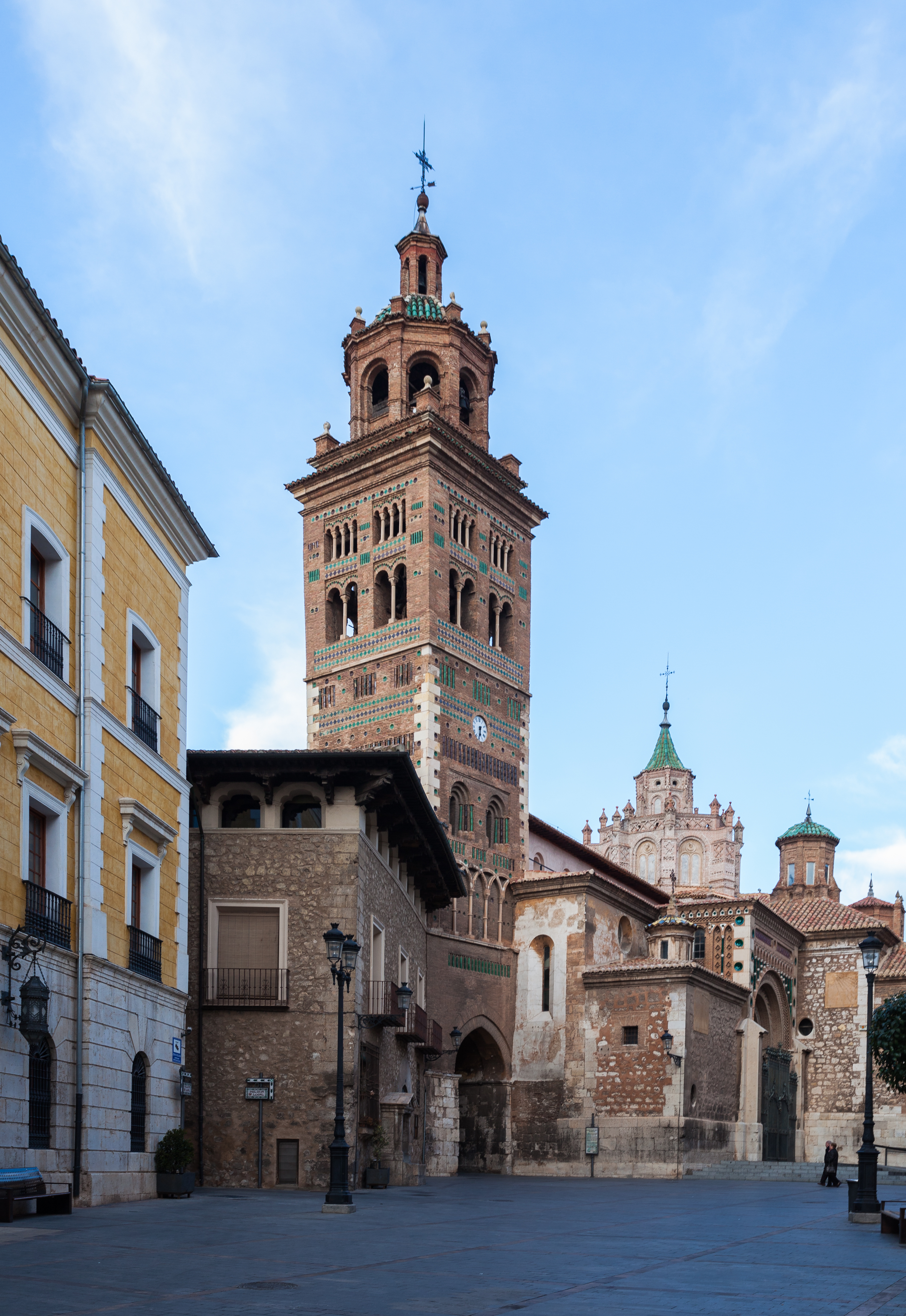
Catedral de Teruel

### Comarcas
La provincia es organizada en diez comarcas:
- Andorra-Sierra de Arcos
- Bajo Aragón
- Bajo Martín
- Comunidad de Teruel
- Cuencas Mineras
- Gúdar-Javalambre
- Jiloca
- Maestrazgo
- Matarraña
- Sierra de Albarracín

La comarca de mayor superficie y la más poblada es la Comunidad de Teruel, siendo la tercera que más población tiene en Aragón. La que cuenta con una menor superficie es la de Andorra-Sierra de Arcos, y la menos poblada de la provincia es la de Maestrazgo, con solo 3.177 habitantes (INE 2019).

### Municipios
Existen 236 municipios en la actualidad. El que cuenta con una mayor población es la capital provincial, Teruel, mientras que el segundo en importancia, Alcañiz, situado en el noreste de la provincia, sobrepasa los 16 000 habitantes. El resto de municipios no alcanzan la cifra de 10 000 ciudadanos empadronados. Es destacable un elevado número de ellos con poblaciones por debajo de los 500 habitantes. La extensión promedio del municipio en la provincia es de 62,72 km².
Principales municipios por población
De acuerdo al padrón municipal del INE, los veinte municipios más poblados de la provincia en 2023 fueron:

## Demografía

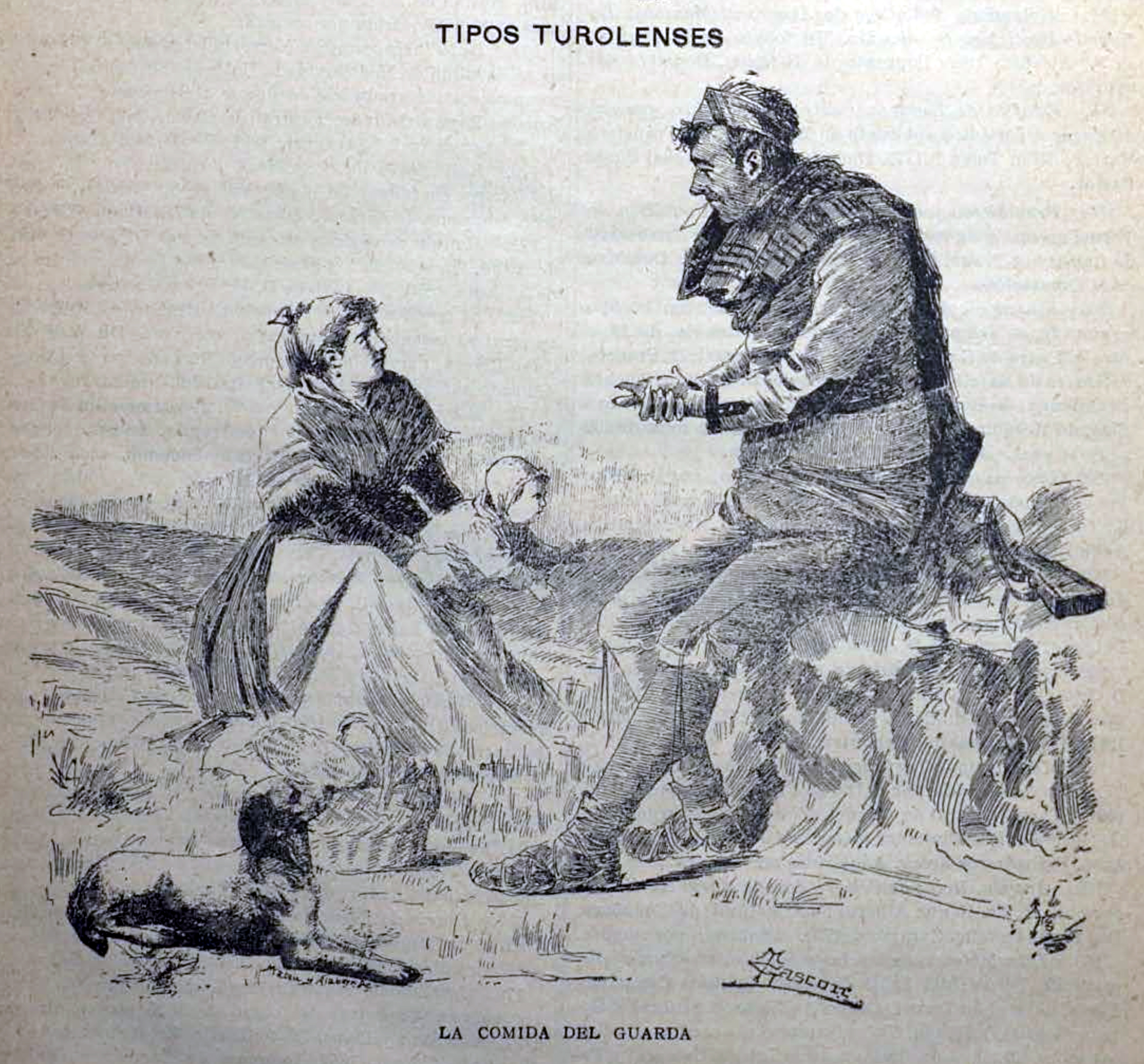
Tipos turolenses. Dibujo de Teodoro Gascón (1892)

La provincia representa un 2,93 % de la superficie de España, mientras que su población representa tan solo un 0,29 % de la del territorio español y el 10,25 % de Aragón. 
Teruel es la provincia menos poblada de Aragón, según el censo del 2021 del Instituto Nacional de Estadística, lo que la convierte en uno de los territorios más despoblados de España (9,08 hab./km² en 2021) junto con Soria (8,74 hab/km²). Este índice está muy alejado de los valores medios de España y de la Unión Europea (92,47 hab./km² y 117 hab./km², respectivamente en 2018).
A esto también hay que añadir que en el último siglo la población turolense ha disminuido un 46 %. En 70 municipios, un 30 % del total provincial, más del 40 % de la población tiene 65 años o más (IAEST, 2014). Esto genera un problema de envejecimiento de la población que hace que todos estos municipios estén en una situación terminal, es decir, que podrían llegar a despoblarse inminentemente de forma natural.

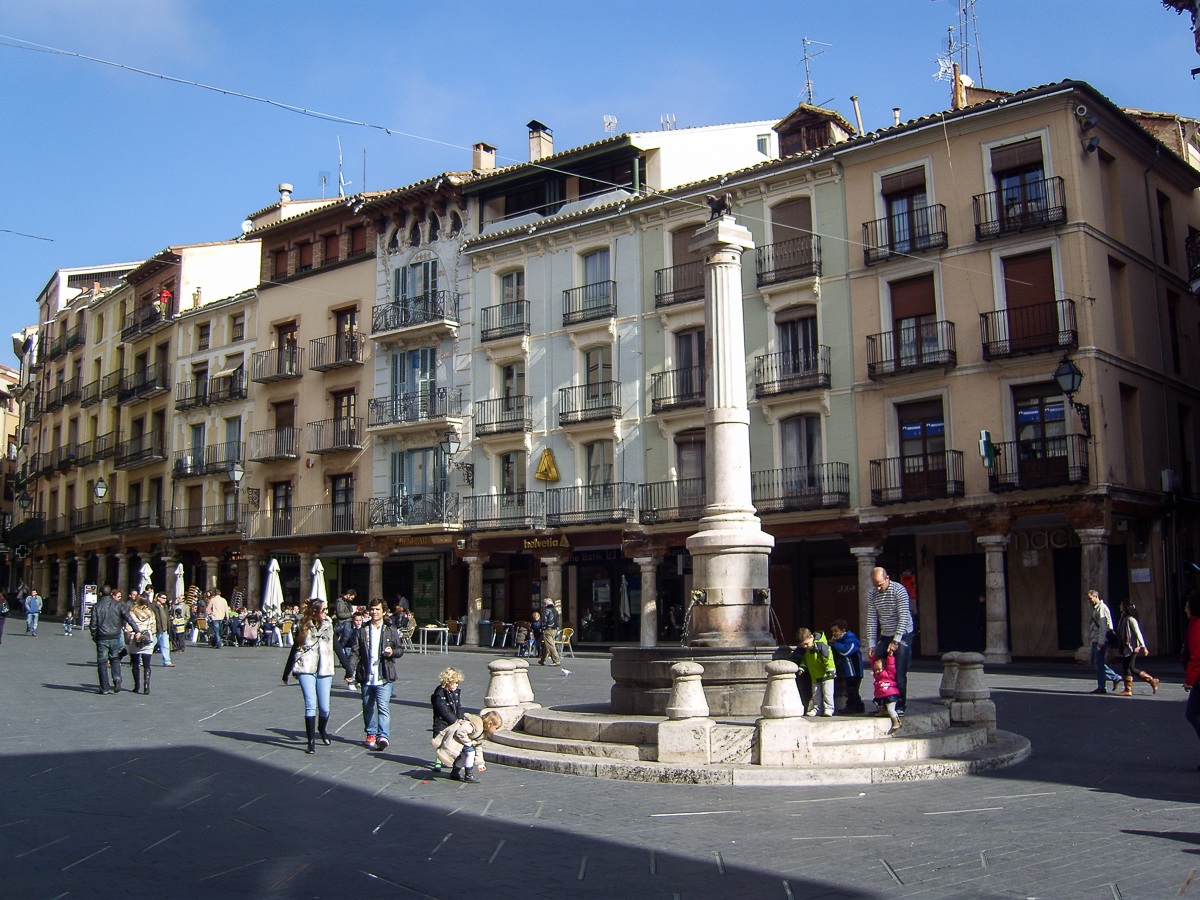
Personas en Teruel

La población de la provincia de Teruel se concentra en la capital y algunos municipios adyacentes; los municipios del noreste de la provincia, es decir, las comarcas de Bajo Aragón, Andorra-Sierra de Arcos y Bajo Martín; y en las antiguas cabeceras de comarca (Utrillas, Albarracín, Calamocha, Monreal del Campo...), que también están en una dinámica regresiva. Por el contrario, las comarcas de Jiloca, Cuencas Mineras (Teruel), Maestrazgo, Gúdar-Javalambre y sierra de Albarracín tienen unas densidades de población muy bajas.
La escasa población de Teruel capital (35 691 habitantes) acompaña a que ninguna localidad de la provincia supere los 50 000 habitantes, lo que produce que Teruel tampoco genere el suficiente dinamismo económico como para dinamizar la provincia. En este contexto Alcañiz (15 939 habitantes) tiene una importancia económica y demográfica tal que hace las funciones de capital en el norte de la provincia, lo que crea una especie de bicefalia.
Por el contrario, la zona más castigada por la despoblación y más desprovista de centros económicos y demográficos potentes es el centro provincial (entre las comarcas de Jiloca y Cuencas Mineras se acumulan numerosos municipios de menos de cien habitantes), donde en muchos kilómetros a la redonda no existen poblaciones superiores a los mil habitantes. En esta zona, los municipios de Utrillas, Calamocha y Monreal del Campo funcionan como centros económicos, pero de escasa población (ninguno supera los 5000 habitantes).
| Gráfica de evolución demográfica de la provincia de Teruel entre 1857 y 2023             |
|                                                                                          |
| Fuente: Instituto Nacional de Estadística de España - Elaboración gráfica por Wikipedia. |

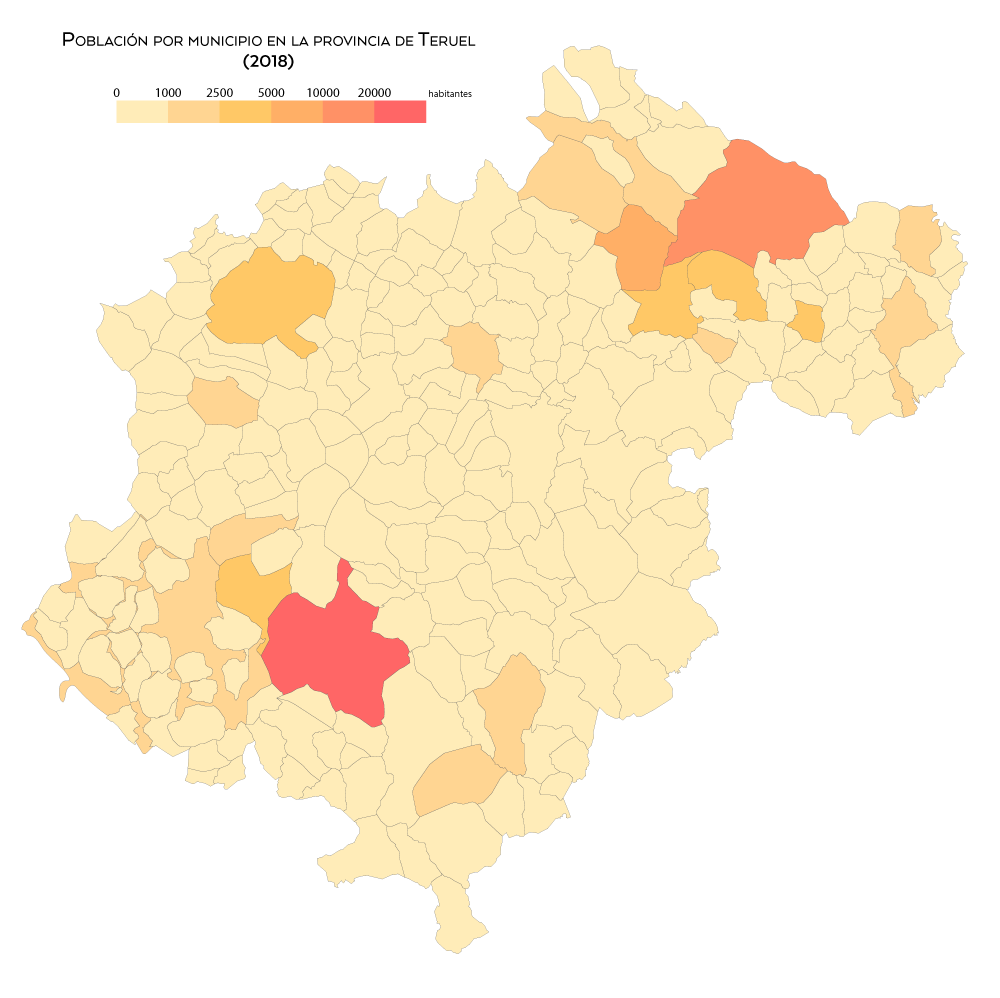
Población por municipio (2018)
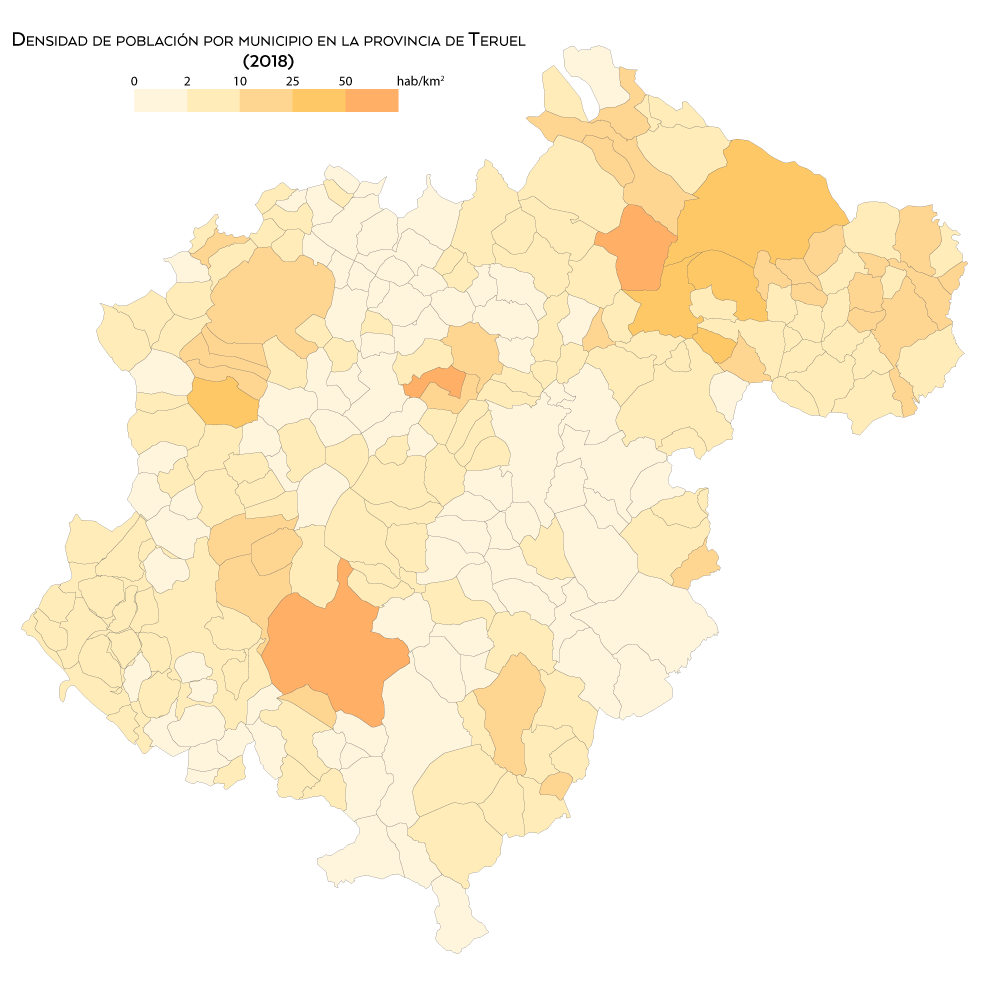
Densidad de población por municipio (2018)
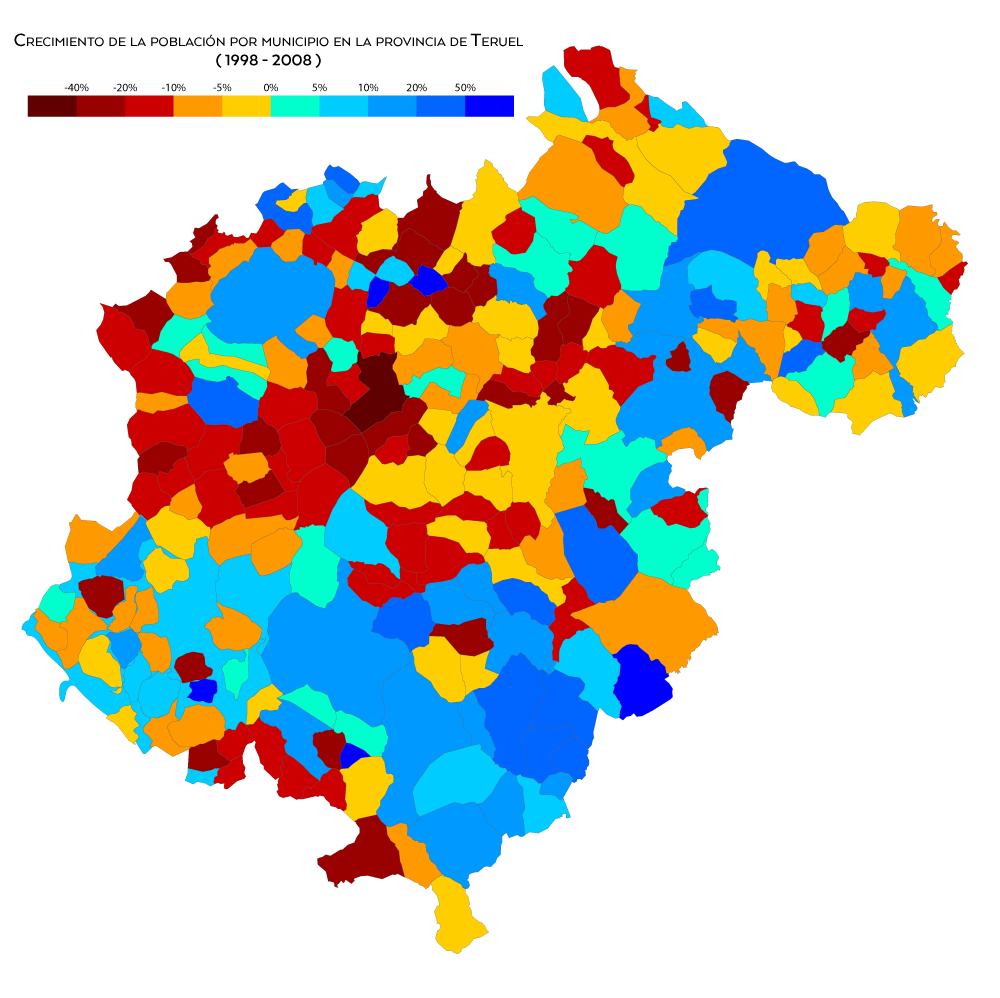
Crecimiento de población por municipio entre 1998 y 2008
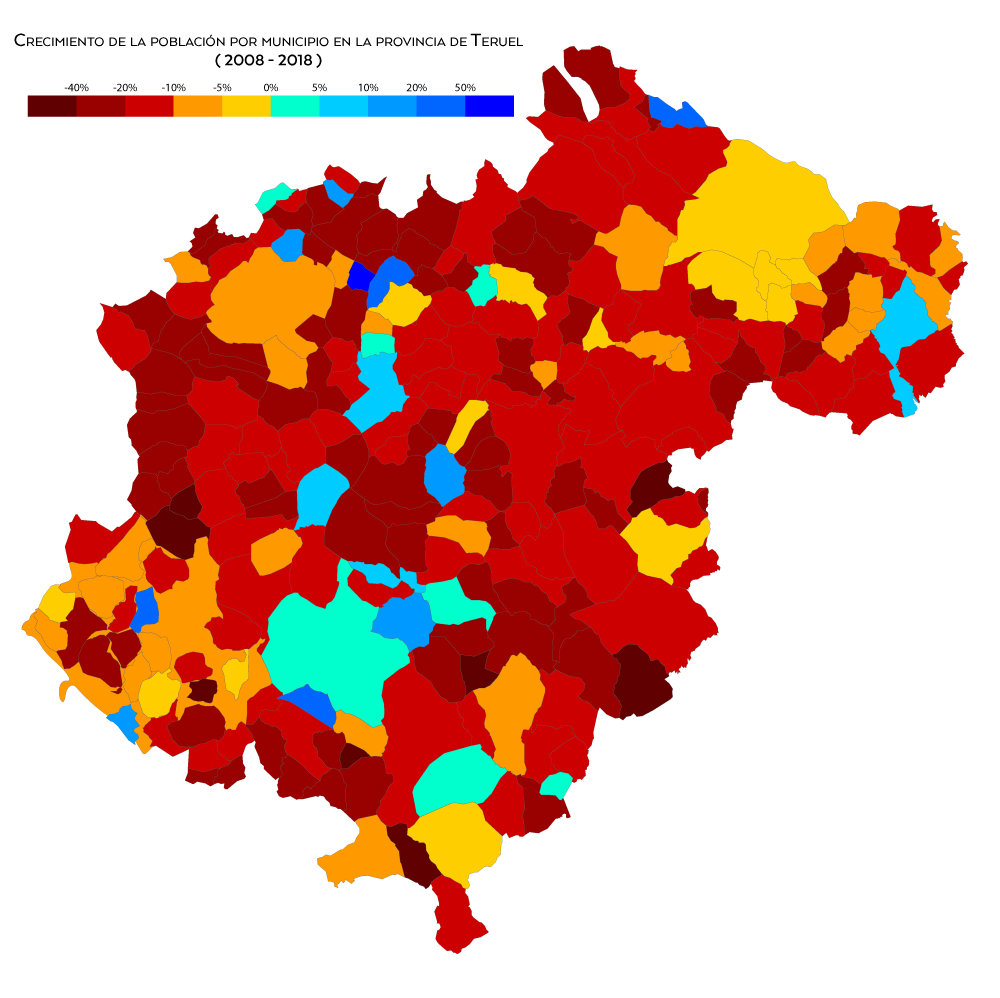
Crecimiento de población por municipio entre 2008 y 2018

### Estructura de la población
La población de la provincia de Teruel está compuesta por un 50,74 % de hombres y un 49,53 % de mujeres. El 13,72 % de la población es menor de 16 años, el 62,23 % tiene entre 16 y 64 años, mientras que el 24,05 % de la población es mayor de 65 años, siendo la decimocuarta provincia española con mayor porcentaje de población con 65 años o más.
Según los datos aportados por el Instituto Nacional de Estadística, en la provincia de Teruel hay 28 municipios que no cuentan con población menor de 16 años, lo que indica un alto índice de envejecimiento en los municipios. El municipio con mayor porcentaje de personas con menos de 16 años es Fuentes de Rubielos, que además es el que menor porcentaje de personas con más de 65 años tiene. Por el contrario, solo 20 municipios de la provincia tienen una población de más de 65 años que representan menos del 20% de sus habitantes. El municipio con mayor porcentaje de población anciana es Fuenfarrada.

### Composición de la población
El 88,39 % de la población de la provincia es española, mientras que el 11,61 % cuenta con otra nacionalidad distinta. De los 15 604 extranjeros que había en el año 2022, el 43,95 % son de origen europeo, el 37,02 % africanos, el 15,02 % americanos y el 3 % de origen asiático. Entre las nacionalidades más representadas están la rumana, que representan el 33,15 % de la población de origen extranjero, mientras que los marroquíes representan el 32,92 % de los extranjeros, sumando entre ambas nacionalidades dos tercias partes de los extranjeros.El municipio con mayor porcentaje de población inmigrante es La Cuba, con un 40,48 % de la población, siendo un municipio de tan solo 42 habitantes. En la provincia existen 28 municipios sin presencia de extranjeros, todos con menos de 100 habitantes.

## Economía

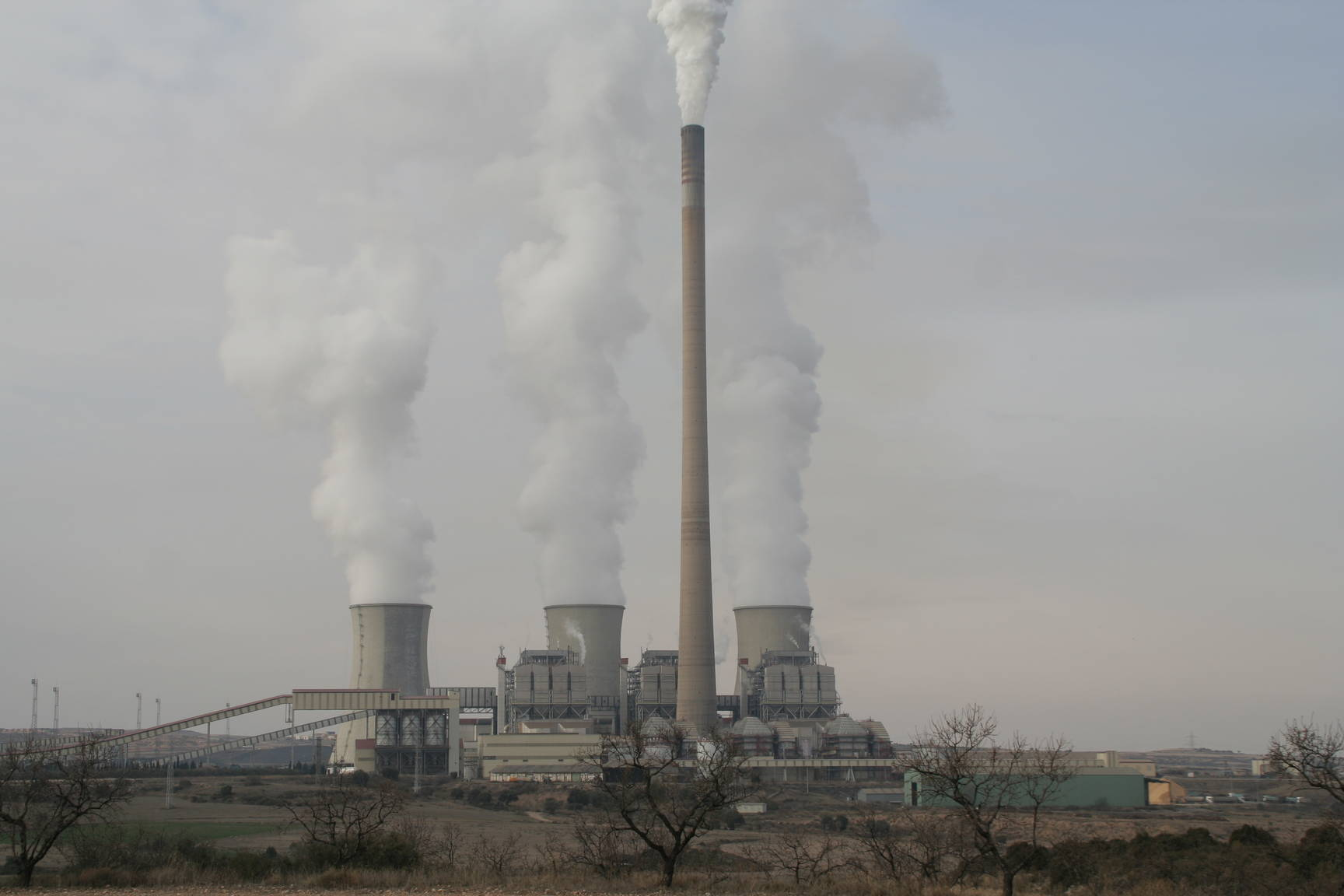
Antigua central térmica de Andorra

Además de los tradicionales sectores económicos provinciales de la agricultura de cereal y la minería de carbón, actualmente la economía turolense se asienta en el turismo (rural, monumental, paleontológico, de montaña y de nieve), así como en el sector energético y el industrial, donde destaca la industria agroalimentaria.
Los principales polos industriales de la provincia se encuentran en el entorno de la ciudad de Teruel, en el área del Bajo Aragón, y en el corredor del Jiloca. Es importante el sector del jamón con denominación de origen (Jamón de Teruel). A pesar de la situación estratégica de la provincia cerca de importantes urbes españolas como Madrid, Barcelona, Valencia y Zaragoza, la falta de infraestructuras de transporte y energéticas adecuadas ha provocado que la provincia no haya tenido un desarrollo industrial suficiente y equilibrado. Como reacción a este hecho, se creó un movimiento ciudadano llamado «Teruel Existe» que demanda, entre otras cosas, infraestructuras de comunicación adecuadas para la provincia, y culpa al Estado por la falta de inversiones. Actualmente, la situación en cuanto a infraestructuras se ha corregido bastante en la parte occidental de la provincia, con la construcción de la autovía Mudéjar (A-23) (Valencia-Teruel-Zaragoza). Sin embargo, la parte central y oriental de la provincia aún se encuentran a la espera de la construcción de ejes estructurantes como la autovía del Ebro (A-68) entre Zaragoza y Vinaroz, que se encuentra en fase de proyecto, o la conversión en vía rápida de la Carretera Nacional N-420 entre Teruel y Alcañiz, que vertebra toda la provincia, en fase de licitación.
El sector minero y eléctrico han sido muy importantes durante el siglo XX aunque actualmente se encuentra en declive. Han existido grandes explotaciones mineras de carbón que han cesado su actividad en 2018. Se mantiene cierta actividad minera en el sector de las arcillas y caolines. La central térmica de Andorra (1050 MW) cerró en 2022 y la central térmica de Escucha cesó su actividad en el año 2012. Continúa en funcionamiento la central termoeléctrica de gas natural de Castelnou. En 1982 la central térmica de Aliaga cesó su actividad.

### Industria
La provincia de Teruel dispone de un total de 68 polígonos industriales. La superficie industrial en la provincia asciende a los 15 000 000 m². En torno a 4 millones de m² se encuentran ubicados en el municipio de la ciudad de Teruel.
Entre las principales plataformas y polígonos industriales de la provincia se encontrarían la plataforma logístico-industrial de Teruel (PLATEA), la plataforma aeroportuaria de Teruel (PLATA), el polígono industrial La Paz, el vivero de empresas del CEEI Aragón y el parque tecnológico TechnoPark MotorLand (Motorland Aragón).

### Ferias, exposiciones y congresos
Entre los eventos, locales e instituciones feriales de la provincia se encuentran el Palacio de exposiciones y congresos de Teruel, FeriAlcañiz, la Institución ferial de Calamocha y la Institución ferial Cuencas Mineras, en Montalbán.

### Turismo

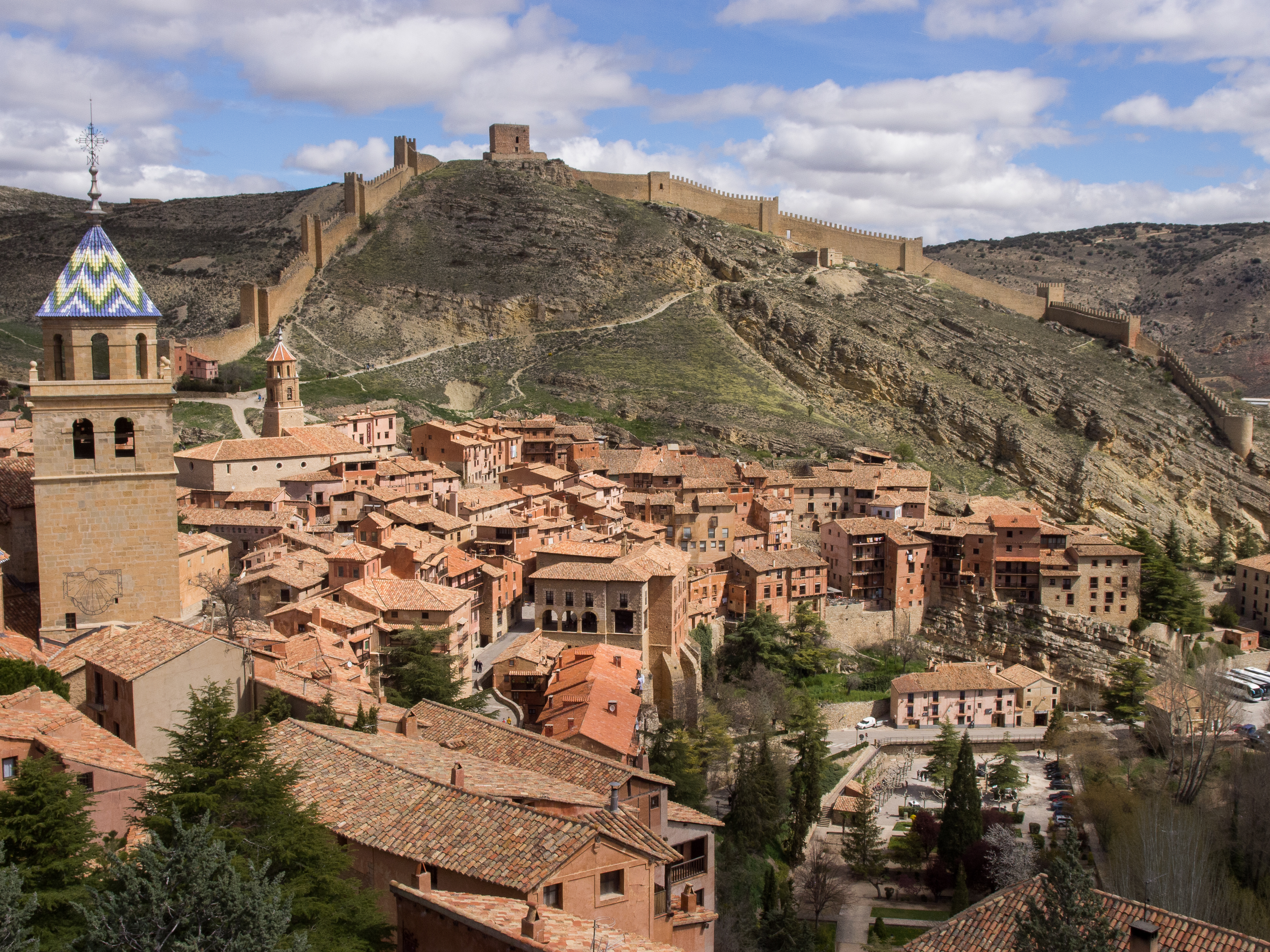
Albarracín

En cuanto al turismo de nieve, la provincia dispone de dos estaciones de esquí pertenecientes al grupo Aramón: Javalambre y Valdelinares, ambas en las sierras de Javalambre y Gúdar al sur de la provincia. Las comarcas del Maestrazgo y Matarraña son otras de las que más interés suscitan por parte de los visitantes que se acercan hasta Teruel. Destacan localidades como Cantavieja, Mirambel, Valderrobres, Calaceite, Rubielos de Mora, Albarracín y Puertomingalvo, que pertenecen a los Pueblos Más Bonitos de España.[cita requerida] En cuanto a naturaleza, en la comarca del Matarraña, destaca Beceite como uno de los municipios con mayor atractivo turístico de toda la provincia. Por otra parte, son pilares fundamentales del turismo provincial, el parque temático Dinópolis, dedicado al mundo de la paleontología, y la Ciudad de Motor de Aragón, Motorland Aragón, en Alcañiz.

## Infraestructuras y transporte

### Carreteras
Las principales carreteras de la provincia de Teruel se resumen en la tabla siguiente:
| Código       | Tipo                                     | Denominación                                                        | Itinerario | Comunicación de la provincia con:                                                                               |
| ------------ | ---------------------------------------- | ------------------------------------------------------------------- | --- | --- |
| A-23         | Autovía estatal                          | Autovía Mudéjar                                                     | Sagunto (Valencia) A-7 - Sarrión - Teruel - Cella - Monreal del Campo A-25 - Calamocha - A-24 - Zaragoza A-2 A-68 - Huesca A-22 -Somport (Huesca) - Francia              | Zaragoza, norte de España y Levante                                                                             |
| A-68 / N-232 | Autovía estatal / Carretera nacional     | Autovía del Ebro                                                    | Miranda de Ebro (Burgos) Logroño - Tudela (Navarra) - Zaragoza A-2 - Híjar - Alcañiz - Vinaroz (Castellón) A-7                                                           | Conecta la zona del Bajo Aragón turolense con Zaragoza, norte de España y Levante                               |
| N-211        | Carretera nacional (Autovía en proyecto) | Autovía Alcolea del Pinar-Monreal del Campo (actualmente Carretera) | Alcolea del Pinar (Guadalajara) A-2 - Molina de Aragón - Monreal del Campo (Teruel) A-23                                                                                 | Madrid |
| A-40 / N-420 | Autovía estatal / Carretera nacional     | Autovía de la Meseta Sur                                            | Ávila - Toledo - Cuenca CM-44 (enlace a Albacete y Ciudad Real) - Teruel                                                                                                 | Castilla - La Mancha, Andalucía y Extremadura                                                                   |
| N-420        | Carretera nacional                       | Carretera Córdoba - Tarragona (por Cuenca)                          | Córdoba - Ciudad Real - Cuenca - Teruel - Utrillas - Montalbán - Alcorisa - Calanda - Alcañiz - Calaceite - Tarragona                                                    | Conecta el área de Teruel capital con el centro y noreste provincial (Bajo Aragón), y la provincia con Cataluña |
| N-211        | Carretera nacional                       | Carretera Alcolea del Pinar-Fraga                                   | Alcolea del Pinar (Guadalajara) A-2 - Molina de Aragón - Monreal del Campo A-23 - Caminreal - Montalbán - Alcorisa - Calanda - Alcañiz - Caspe - Fraga (enlace a Lérida) | Vertebra la mitad norte provincial, y conecta la provincia con Cataluña                                         |
| N-330        | Carretera nacional                       | Carretera Alicante-Francia (por Aragón)                             | Alicante - Utiel - Teruel A-23 - Zaragoza - Huesca - Somport - Francia                                                                                                   | Alicante, Murcia y Albacete                                                                                     |
| N-234        | Carretera nacional                       | Carretera Sagunto-Burgos                                            | Sagunto (Valencia) - Teruel A-23 - Calamocha - Daroca - Calatayud - Soria A-11 (enlace a Valladolid) - Burgos                                                            | Calatayud, Castilla y León y norte de España                                                                    |

Distancias a las principales ciudades:
- A Madrid: 300 km desde la capital.
- A Barcelona: 409 km desde la capital.
- A Zaragoza: 173 km desde la capital.
- A Valencia: 141 km desde la capital.

### Ferrocarriles
Las líneas de ferrocarril de que actualmente dispone la provincia de Teruel son las siguientes:
| Línea                                         | Tipo            | Trayecto |
| --------------------------------------------- | --------------- | --- |
| Zaragoza - Teruel - Valencia                  | Media Distancia | Zaragoza - Villahermosa del Campo - Ferreruela de Huerva - Cuencabuena - Lechago - Navarrete del Río - Calamocha - Caminreal - Torrijo del Campo - Monreal del Campo - Villafranca del Campo - Santa Eulalia del Campo - Cella - Teruel - Puerto Escandón - La Puebla de Valverde - Sarrión - Mora de Rubielos - Rubielos de Mora - Sagunto - Valencia |
| Zaragoza - Caspe - Barcelona                  | Media Distancia | Zaragoza - Azaila - La Puebla de Híjar - Samper de Calanda - Reus - Tarragona - Barcelona |
| AVE Cantábrico-Mediterráneo (En construcción) | AVE             | Santander - Bilbao - Zaragoza - Teruel - Valencia |

## Cultura

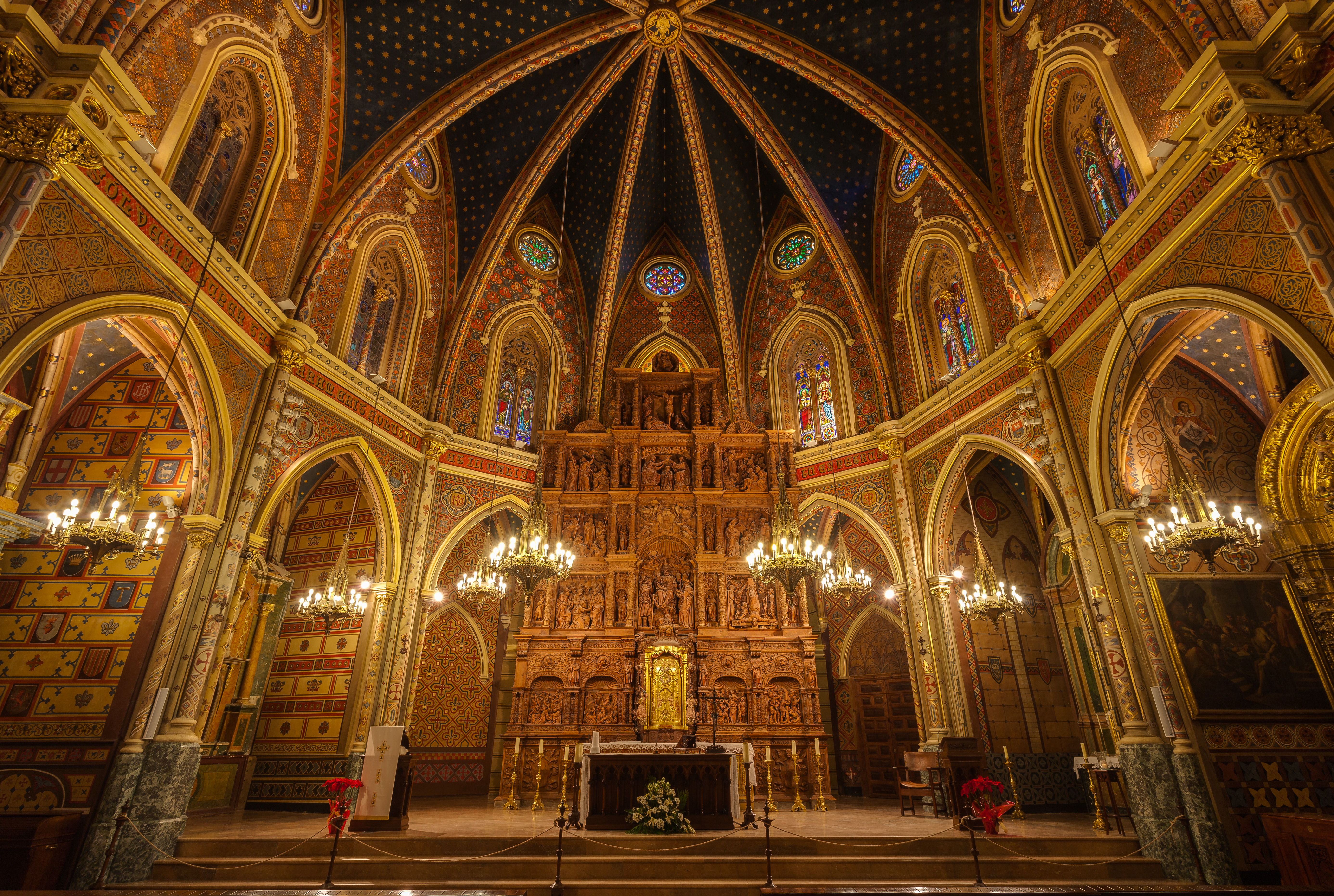
Iglesia de San Pedro, Teruel

### Patrimonio
La provincia de Teruel cuenta con varios monumentos integrados en la Lista de Patrimonio Mundial de la Unesco. En 1986 se incorporaron a la Lista de Patrimonio Mundial los monumentos más importantes de la Arquitectura Mudéjar de Teruel, que son la torre, techumbre y cimborrio de la Catedral de Santa María de Mediavilla, la torre e iglesia de San Pedro, la torre de la iglesia del Salvador y la torre de la iglesia de San Martín, todas ellas en Teruel capital. Dentro de la lista de Patrimonio Mundial, se encuentran también el arte rupestre del arco del mediterráneo, con varias representaciones en la provincia de Teruel como la Roca Hernando en Cabra de Mora, los yacimientos de la ribera del río Martín o los abrigos encontrados en lugares como Valdecharco en Valdegorfa, La Cocinilla del Obispo en Albarracín o el abrigo de la Fenellosa o los Estrechos de Albalate en el Bajo Aragón.

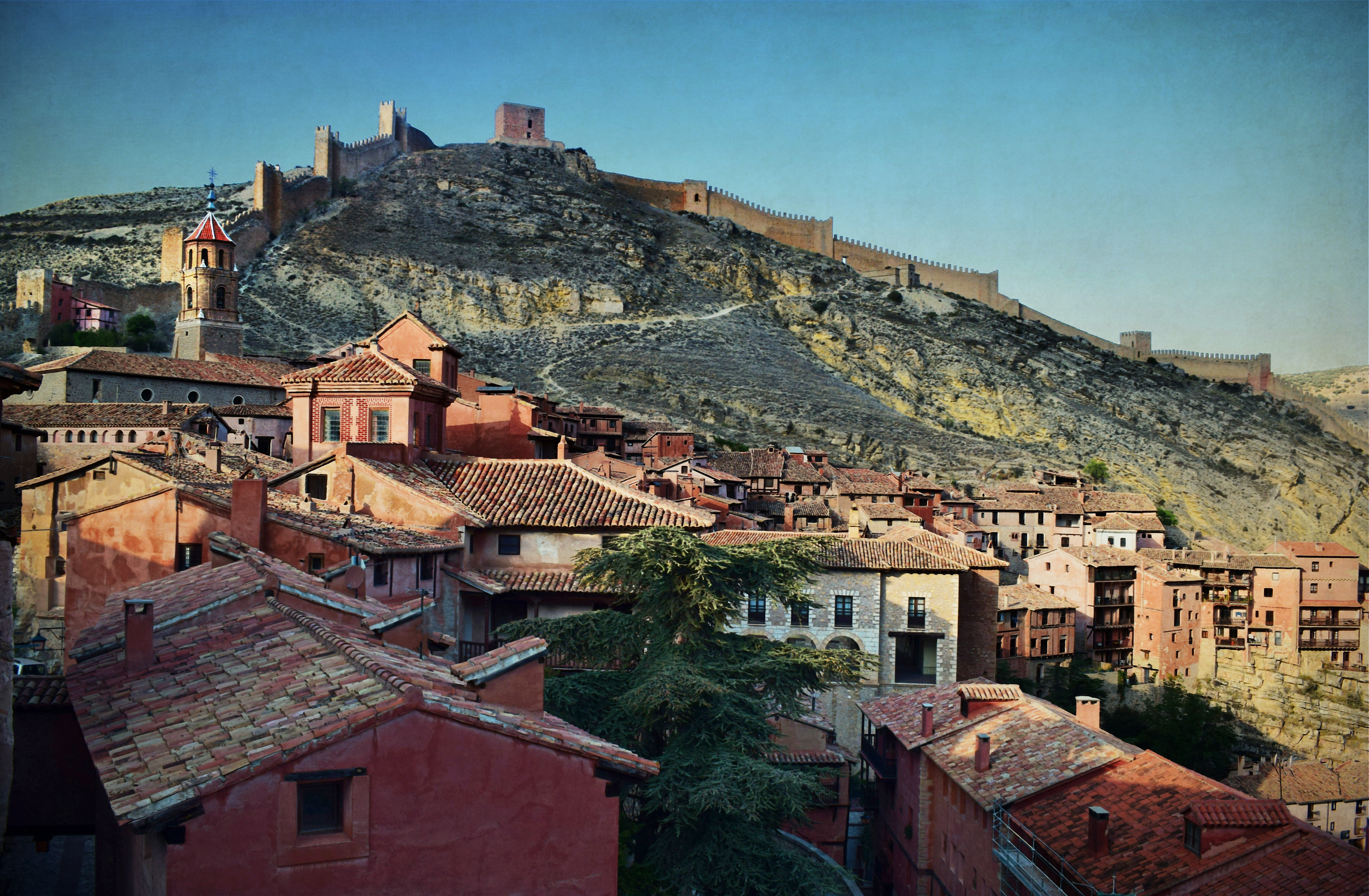
Conjunto histórico y muralla de Albarracín

La provincia cuenta con numerosos bienes de interés cultural (BIC), repartidos por todo su territorio. Entre los BIC más destacados podemos encontrar el Acueducto romano de Albarracín-Cella, que se encuentra ubicado en tres municipios turolense, como Albarracín, Gea de Albarracín y Cella, siendo una infraestructura hidráulica de época romana que cuenta con una longitud de aproximadamente 25 kilómetros.
La ciudad de Albarracín cuenta con varios ejemplares de patrimonios destacados, destacando el conjunto histórico del municipio, así como las murallas, de importancia turística en la provincia. En Alcalá de la Selva podemos destacar el Castillo de los Heredia, de origen musulmán, que se encuentra emplazado en un pequeño cerro sobre el municipio. 
En Calaceite podemos encontrar la iglesia de la Asunción, un edificio de estilo barroco de finales del siglo XVII, emplazada dentro del conjunto histórico de la villa. Otros monumentos destacados de la provincia son la torre mudéjar de Olalla, la iglesia de la Asunción de Cretas, la iglesia parroquial de la Asunción de Ferreruela de Huerva, el Conjunto Histórico de Iglesuela del Cid, la iglesia de San Juan Bautista de Mas de las Matas, el Conjunto Histórico de Mirambel, el Yacimiento El Palomar de Oliete o la iglesia de la Natividad de Andorra, entre otras.

Zona de dominación lingüística de Aragón. El catalán se encuentra representado en color violeta

### Lenguas
El español es la lengua mayoritaria de la provincia de Teruel, además en el noreste de la provincia (comarca de Matarraña y parte de Bajo Aragón) se hablan dialectos del catalán. 
Los municipios en los que está presente el uso del catalán de Aragón son Aréns de Lledó, Beceite, Belmonte de San José, Calaceite, La Cañada de Verich, Cerollera, La Codoñera, Cretas, Fórnoles, La Fresneda, Fuentespalda, La Ginebrosa, Lledó, Mazaleón, Monroyo, Peñarroya de Tastavins, La Portellada, Ráfales y Torre de Arcas. Todos pertenecen a la llamada Franja de Aragón.
Según los datos aportados por el Instituto Aragonés de Estadística, el 83,5 % de los habitantes de la comarca de Matarraña tiene como lengua habitual el catalán, el 12,1 % el español, el 4,1 % usan ambos idiomas indistintamente, mientras que el 0,4 % usan otro idioma. Según estos datos, los turolenses que tendrían el catalán como primer idioma serían unos 6800 habitantes, aproximadamente, lo que supondría un 5,13 % de la población total de la provincia.